# 畢奧神父
彼得雷爾奇納的聖畢奧（拉丁語：Sanctus Pius de Petrelcina，1887年5月25日—1968年9月23日），通稱畢奧神父（義大利語：Padre Pio）是一位意大利籍天主教方濟嘉布遣會神父、神秘主義者，後來亦被羅馬天主教追封為聖人。畢奧神父因從1918年起終身攜帶聖傷而廣為人知，並由此引起了針對這一事件的許多研究與爭議。
畢奧神父原名方濟各·弗哲（義大利語：Francesco Forgione），出生於意大利南部小鎮彼得雷爾奇納。他於1903年1月22日入嘉布遣方濟會，取名「畢奧」（或譯「比約」）。畢奧神父於1968年9月23日逝世於聖喬瓦尼-羅通多，享年81歲。2002年6月16日被教宗若望·保祿二世追封為「聖人」。
畢奧神父的紀念日是9月23日。

## 早年生活
聖畢奧神父於1887年5月25日在意大利南部鄰近貝內文托小鎮彼得雷爾奇納出生。他的父親 Grazio Mario Forgione（1860—1946年）是一位自食其力的農夫，母親 Maria Giuseppa Di Nunzio Forgione（1859—1929年）是一位寬厚仁慈的婦女。嬰兒畢奧在鎮上的聖亞納小堂（Santa Anna Chapel）領洗，聖名為方濟各。自小他幫助父母在田中耕種，不過他的任務主要是牧放羊群，由此他的教育遲緩了幾年。據說在方濟各五歲時，他已下定決心將整個生命獻給天主，甚至在那個年紀已開始了刻苦的補贖。
皮耶特雷尔奇纳是一個人民宗教生活虔誠的小鎮。方濟各的家人是熱心的天主教徒，每日參加彌撒、誦念玫瑰經，一周內三天守齋戒食肉類。雖然方濟各的父母和祖父母是文盲，他們記得經文並常常講述福音和聖經故事給孩子們聽。方濟各的母親稱方濟各從小時候起就常常看見耶穌和聖母，還有他的守護天使，以至於年幼的方濟各竟以為大家都像他一樣能看見諸聖。
根據他的神師拉密斯的奧思定神父（Agostino da San Marco）的日記，年幼的方濟各常常遭受各種疾病的困擾。6歲時他患了一場嚴重的胃炎，使他有很長一段時間患病在床。10歲時，他患上傷寒而高燒大病，鎮上的赤腳大夫看了之後，甚至還說他大概只有幾天好活了，但最後卻誤食一大罐辣椒而獲救。
童年時的方濟各常常經歷神視和神魂超拔。1897年，10歲的方濟各完成了為期三年的公立中小學教育後，他感受到天主的聖召，被修士的樸素生活所深深吸引。他向父母表達了修道的意願後，他們帶著孩子去了皮耶特雷尔奇纳以北13英里（21）的莫尔科内，拜訪了那裡的嘉布遣方濟會修院，以探知方濟各是否能入會修道。會士們表示他們願意接納方濟各，但要等到他接受更多教育之後。
方濟的父親為了負擔他的學費，便前往美國尋求工作，以期讓方濟接受更多學術教育。1899年9月27日，方濟接受了堅振聖事。之後方濟通過了先前修會規定的教育要求。1903年1月6日，15歲的方濟加入了嘉布遣方濟會，領受了會衣，成為一名初學修士，取名畢奧修士（Fra Pio），並发神貧、貞潔、服從的誓願。關於選用這一名字的原因有許多推測，比較公認的是為紀念教宗聖庇護一世，這位聖人的聖髑存放於畢奧領洗的聖亞納小堂 。

## 外部連結
- "Padre Pio de Pietrelcina", Vatican News Service （页面存档备份，存于）
- Padre Pio of Pietrelcina | Official website （意大利文） （英文）
- Padre Pio of Pietrelcina | Official TV and radio channels （意大利文） （英文）
- Padre Pio of Pietrelcina | Official magazine （页面存档备份，存于） （意大利文） （英文）
- Padre Pio Foundation of America （页面存档备份，存于）
- Fondazione Voce di Padre Pio （页面存档备份，存于） （意大利文） （英文）
- Padre Pio 2000 Movie （页面存档备份，存于）
- Prayers by Padre Pio[永久]

非官方傳記
- The New York Times, April 25, 2008: "Italian Saint Stirs Up a Mix of Faith and Commerce" （页面存档备份，存于）.
- Catholic television network EWTN biography. （页面存档备份，存于）
- 《聖五傷畢奧神父傳 （页面存档备份，存于）》啟示出版
- 「畢奧神父傳DVD （页面存档备份，存于）」上智文化